# Fundulopanchax amieti
Fundulopanchax amieti è un piccolo pesce d'acqua dolce appartenente alla famiglia Nothobranchiidae.

## Distribuzione e habitat
Questa specie è endemica dell'Africa, nelle acque dolci del fiume Sanaga, in Camerun; abita le pianure e le savane allagate dal fiume.

## Descrizione
Il corpo è allungato, poco compresso ai fianchi, con dorso leggermente piatto: la bocca è rivolta verso l'alto. Le pinne pettorali sono tondeggianti, quelle ventrali ovaloidi e minute. La pinna dorsale e quella anale sono opposte e simmetriche, posizionate verso la parte terminale del corpo. La coda è a delta, con le due parti esterne più sviluppate rispetto al centro.

La livrea, variabile per ogni singolo individuo e per le diverse popolazioni, presenta solitamente testa e ventre rosati, dorso e fianchi sono verdi-azzurri, decorati da macchie tondeggianti rosso vivo e alcune iridescenze azzurre. Il peduncolo caudale è invece arancione sfumato. Le pinne dorsale e anale sono azzurre-verdi macchiate di rosso, in alcune varietà divise da una riga rossa orizzontale e orlate di giallo vivo o azzurro. La pinna caudale presenta due righe orizzontali rosse che dividono le due zone più sviluppate (gialle o azzurre) dal centro, azzurro-verde macchiato di rosso.

Le femmine hanno livrea più smorta. Entrambi i sessi raggiungono i 7 cm di lunghezza.

## Biologia
Non è un killifish stagionale.

## Riproduzione
Dopo il corteggiamento, la femmina depone alcune centinaia di uova che il maschio feconda e pone vicino alla superficie, fissandole alle piante acquatiche. L'incubazione delle uova dura un mese.

## Acquariofilia
Questa specie è oggetto di interesse acquariofilo per via della sua magnifica colorazione e favorito dal fatto di non essere una specie annuale come molti altri Notobranchidi: è tuttavia di difficile reperibilità nei negozi, perché giustamente considerato un pesce di nicchia, dedicato agli allevatori dei killifish.